# Маленький тигр из Квантунга
«Маленький тигр из Квантунга» (правильнее Тигрёнок Гуандуна) (кит. 廣東小老虎, англ. The Cub Tiger from Kwangtung) — гонконгский фильм, срежиссированный Нгай Хойфуном, с Джеки Чаном в главной роли. Первый фильм, в котором Джеки Чан играет главную роль. В титрах фильма Чан указан как Чань Юньлун (Chan Yuen Lung). Это был его первый творческий псевдоним. На момент съёмок фильма Чану было 17 лет. Через несколько лет после выхода картины, права на фильм выкупил Ло Вэй. Из полученного киноматериала он вырезал некоторые сцены, снял несколько новых с новыми персонажами и смонтировал фильм «Мастер со сломанными пальцами».

## История фильма
Маленький тигр из Квантунга был снят в 1971 году, но вышел в ограниченный прокат двумя годами позже. В конце 1979 года на волне успеха Чана в фильмах «Змея в тени орла» и «Пьяный мастер» (оба 1978 года) фильм вновь появился в кинотеатрах Гонконга в плохо переизданной версии с новыми сценами, где были задействованы новые актёры — Юнь Сиутхинь, Сэк Дин и другие. В новых сценах было хорошо видно, что вместо Чана был дублёр.
Новая версия фильма была продана в США, продюсеру Дику Рэндаллу, который впоследствии сделал к ней дубляж и выпустил её под альтернативным названием Master with Cracked Fingers (Мастер со сломанными пальцами). Позже права были проданы дистрибьюторской компании 21st Century Film Corporation, которая выпустила фильм в ограниченный прокат по кинотеатрам США в 1981 году, под названием Snake Fist Fighter.
С того времени, как Чан стал популярным на Западе, особенно после выхода фильма «Разборка в Бронксе» в 1995 году, Master with Cracked Fingers вышел в большом количестве на VHS и DVD разных дистрибьюторских компаний в США и Великобритании.
Оригинальный фильм, Маленький тигр из Квантунга вышел на DVD в 2007 году. Он был выпущен в Великобритании под лейблом Showbox Home Entertainment's Rarescope. Это полная 85-минутная версия, которая была выпущена в Гонконге в 1973 году, без каких-либо изменений и дополнений. Релиз содержит оригинальную звуковую дорожку, а также встроенные английские и китайские субтитры. В связи с низким качеством копии кинофильма некоторые из субтитров обрезаны, поэтому DVD содержит дополнительные отключаемые субтитры, которые появляются всякий раз, когда встроенные обрезаны или отсутствуют.

## Сюжет
Сяо Ху — молодой парень, живущий с приёмным отцом и сестрой. Он тайно изучал боевые искусства, поскольку отец запретил ему. Однажды он вступает в драку с бандой вымогателей в закусочной, в которой он работает со своим дядей. Сяо Ху избивает бандитов и те жалуются своему боссу. После ряда неудачных стычек, босс сам решает разобраться с парнем. В итоге главарь банды избивает Сяо Ху и случайно наносит удар его отцу, после которого второму становится плохо. После этого случая семья парня переезжает в другое место и юноша устраивается на работу на пристань. Его отцу плохо и он не встаёт с постели. В отсутствие Сяо Ху бандиты поджигают дом, в котором находился больной отец, но его спасает карманник по имени Лягушонок, с которым главный герой познакомился перед стычкой в закусочной. Сестра Сяо, поняв что отец мёртв, прибегает на пристань и рассказывает о поджоге брату. Почти сразу на пристань приходят Лягушонок и больной отец. В это время на пристань прибывают бандиты и решают присвоить её себе. Увидев Сяо, один из них берёт в плен Лягушонка. С разрешения отца главный герой вступает в драку, пытается спасти друга-карманника, но попытка заканчивается неудачей, и Лягушонок погибает. После этого, разгневанный парень избивает членов банды и убивает босса.

## В ролях
| Актёр        | Роль                               |
| ------------ | ---------------------------------- |
| Джеки Чан    | Сяо Ху                             |
| Чэнь Хунле   | Лу Ци                              |
| Шу Пэйпэй    | Сяо Лань                           |
| Тянь Фэн     | приёмный отец Сяо Ху / Второй Брат |
| Хонь Куокчой | Чертёнок                           |
| Ма Цзяньтан  | бандит Лу Ци                       |
| Куань Чун    | Лай Сань                           |
| Тай Сань     | Сяо Ли                             |
| Хёй Кам      | бандит Лай Саня                    |
| Сима Валун   | друг приёмного отца                |
| Кам Лау      | жена друга приёмного отца          |
| Эр Фэн       | бригадир в доках                   |
| Кам Куань    | дядя Цзян                          |
| Вон Муй      | отец Сяо Ху                        |